# Землетрясение в период Хакухо (684)
Землетрясение в период Хакухо — одно из первых задокументированных в Японии землетрясений, произошедшее 29 ноября 684 года, в тринадцатый год правления императора Тэмму. Землетрясение было описано в «Нихон сёки», японской летописи, написанной спустя примерно полвека после происшествия. В результате примерно десять квадратных километров рисовых полей было затоплено водой.
Ряд крупных межплитных землетрясений происхоит вдоль впадин Суруга и Нанкай, у юго-западного побережья Японии. Эти землетрясения связаны с «субдукцией» Филиппинской плиты. Эти повторяющиеся землетрясения происходят с интервалом в одно-два столетия. Они происходят парами, одно землетрясение в разломе Токай, происходящее в восточной Японии, и одно землетрясение в разломе Нанкай, происходящее в западной Японии. Землетрясение Хакухо является старейшим зарегистрированным землетрясением в разломе Нанкай.
Землетрясение вызвало сильное движение грунта и повредило обширную территорию. Оно затронуло столицу Японии, город Асука и вызвало цунами. На равнине провинции Тоса произошло оседание грунта. Был нарушен приток воды в горячие источники острова Сикоку и источники полуострова Кии на острове Хонсю.
Во время этого землетрясения море, как сообщается, «поглотило» 500 000 сиро обрабатываемых земель в провинции Тоса. Один сиро равен 6,1 гектарам, то есть всего было затоплено 3 050 000 гектаров или 30 500 квадратных километров. Губернатор провинции сообщил о затоплении многих судов «сильным приливом», который сопровождал землетрясение. Для описания цунами он использовал тогдашний термин «осио».
Что касается наводнения, «Нихон сёки» сообщает, что местные жители прежде никогда не сталкивались с бедствиями такого рода.
Парное нанкайскому землетрясение в разломе Токай возможно также произошло в 684 году, но оно четко не зафиксировано в первичных источниках. Следующее известное землетрясение в Нанкае произошло в 887 году.